# Koordinatenlinie
Eine Koordinatenlinie in einem Koordinatensystem ist eine Kurve, auf der alle Koordinaten bis auf eine konstant sind. In krummlinigen Koordinatensystemen sind die lokalen Basisvektoren tangential zu den Koordinatenlinien gerichtet und können auf Grund dieser Eigenschaft berechnet werden. Stehen diese Basisvektoren stets paarweise aufeinander senkrecht, wie z. B. Nord-Süd-, Ost-West- und Lotrichtung, so handelt es sich um ein orthogonales Koordinatensystem.

## Definition für kartesische Koordinaten im R3
Sei {\displaystyle (x_{0}\mid y_{0}\mid z_{0})} ein Punkt des {\displaystyle \mathbb {R} ^{3}}. Die Koordinatenlinien durch diesen Punkt sind die drei Kurven
{\displaystyle {\vec {k}}_{1}(x)={\begin{pmatrix}x\\y_{0}\\z_{0}\end{pmatrix}},x\in \mathbb {R} ,\quad {\vec {k}}_{2}(y)={\begin{pmatrix}x_{0}\\y\\z_{0}\end{pmatrix}},y\in \mathbb {R} ,\quad {\vec {k}}_{3}(z)={\begin{pmatrix}x_{0}\\y_{0}\\z\end{pmatrix}},z\in \mathbb {R} }.
Das bedeutet: zwei der drei Koordinaten sind konstant und die dritte ist der Kurvenparameter.

## Verallgemeinerung
Die Definition der Koordinatenlinie kann in entsprechender Weise – alle bis auf eine Koordinate bleiben jeweils konstant – auf andere Koordinatensysteme und Räume höherer Dimension sowie auf Mannigfaltigkeiten verallgemeinert werden. An Koordinatensingularitäten in krummlinigen Koordinaten entarten Koordinatenlinien zu Punkten.

## Koordinatenlinien in speziellen Koordinatensystemen
- Geradlinige Koordinatensysteme:

In kartesischen Koordinatensystemen und affinen Koordinatensystemen sind alle Koordinatenlinien Geraden, die parallel zu den Koordinatenachsen verlaufen.
- Krummlinige Koordinatensysteme:

- In einer Ebene mit Polarkoordinaten {\displaystyle (r,\varphi )} sind Koordinatenlinien Geraden durch den Ursprung bzw. Kreise um den Ursprung. Der Koordinatenursprung selbst ist ein zum Punkt entarteter Kreis {\displaystyle (r=0):} Die Koordinate {\displaystyle \varphi } ist dort beliebig, ändert aber die Position nicht.

- Koordinatenlinien in Zylinderkoordinaten {\displaystyle (r,\varphi ,z)} sind Geraden, die die z-Achse senkrecht schneiden, Kreise um die z-Achse bzw. Parallelen zur z-Achse. Punkte auf der z-Achse sind entartete Kreise ({\displaystyle \varphi } beliebig).

- Koordinatenlinien in Kugelkoordinaten {\displaystyle (r,\varphi ,\theta )} sind Geraden durch den Ursprung, Kreise um die Polachse bzw. Kreise um den Ursprung, die von der Polachse halbiert werden. Punkte auf der Polachse sind entartete Kreise, der Ursprung selbst sogar vielfach ({\displaystyle \varphi } oder {\displaystyle \theta } beliebig).

## Lokale Basisvektoren
In geradlinigen Koordinatensystemen gibt es eine Basis für den gesamten Vektorraum, in krummlinigen muss an jedem Punkt eine lokale Basis berechnet werden. Die lokalen Basisvektoren verlaufen tangential zu den Koordinatenlinien. Mit Hilfe des Skalarproduktes kann der Winkel zwischen den Basisvektoren bestimmt werden. Die Polar-, Zylinder- und Kugelkoordinaten erweisen sich dabei als orthogonale Koordinatensysteme.
Mit Hilfe der lokalen Basisvektoren lassen sich außerdem der metrische Tensor sowie das Linien-, Flächen- und Volumenelement für die Integralrechnung bestimmen.
In der Tensorrechnung werden die lokalen Basisvektoren, die tangential zu den Koordinatenlinien verlaufen, wegen ihres Verhaltens bei Koordinatentransformationen als kovariant bezeichnet. Die kontravarianten Basisvektoren stehen senkrecht auf den Koordinatenflächen.
Für Beispiele siehe die Artikel über die jeweiligen Koordinatensysteme.